# 89 Julia
För andra betydelser, se Julia (olika betydelser).
89 Julia eller A893 EA är en stor asteroid upptäckt 6 augusti 1866 av den franske astronomen Édouard Stephan vid Marseille-observatoriet. Asteroiden består troligtvis av sten och en mindre mängd metaller. Asteroiden lär ha fått sitt namn efter Julia av Korsika.
Man observerade en ockultation av en stjärna 20 december 1985.